# Croix du cimetière de Saint-Pierre-de-Mailloc
La croix du cimetière de Saint-Pierre-de-Mailloc est un monument situé à Saint-Pierre-de-Mailloc, en Normandie.

## Historique
La croix est datée de 1788 et est classée monument historique depuis le 11 août 1975.

## Description
La croix est située au sud de l'église paroissiale Saint-Pierre. Son fût est une colonne dorique et les croisillons sont terminés par une fleur de lys. Une des faces porte l'inscription « E. Vesque m'a faitte ».